# Központi Választási Bizottság (Ukrajna)

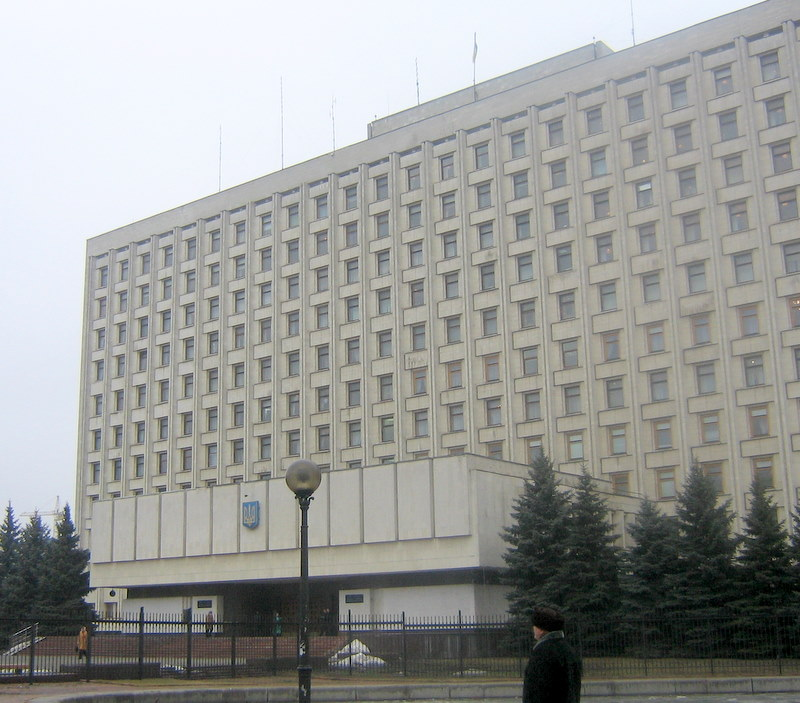
Az Ukrán Központi Választási Bizottság székháza Kijevben

A Központi Választási Bizottság, rövidítve CVK (ukránul: ЦВК – Центральна виборча комісія [Centralna viborcsa komiszija]) Ukrajna kormányának állandóan működő kollektív testülete, melynek feladata az ukrajnai elnökválasztások, a parlamenti választások, valamint az országos népszavazások előkészítése, megszervezése és lebonyolítása. Szakmai-módszertani támogatást biztosít a helyhatósági választások és helyi népszavazások lebonyolításához. Az országos szavazások alatt összefogja és irányítja a területi és helyi választási bizottságokat. Székhelye Kijevben található, a Leszja Ukrajinka tér 1. szám alatt.
Az ukrán alkotmányban eszközölt kiegészítésnek megfelelően 1997-ben hozták létre. Működését törvény szabályozza, melyet 2004-ben fogadott el az ukrán parlament. Döntéseit határozatok formájában juttatja érvényre. A határozatok ellen az Ukrán Legfelsőbb Bíróságon, vagy az Ukrán Legfelsőbb Közigazgatási Bíróságon lehet fellebbezést benyújtani. Működését Ukrajna központi költségvetéséből finanszírozzák.
A bizottságnak 15 tagja van, akiket hétéves mandátumra nevez ki az Ukrán Legfelsőbb Tanács Ukrajna elnökének javaslata alapján. Az elnök a parlamenti frakciókkal és csoportokkal történő konzultációt követően terjeszti elő kinevezési javaslatát. A bizottság tagjai maguk közül választják meg titkos szavazással az elnököt, a két elnökhelyettest és a titkárt. A bizottság vezetőinek, valamint a tagok közül legalább öt főnek felsőfokú jogi végzettséggel kell rendelkezni.

## A bizottság tagjai

### Aktuális összetétel
A CVK-nak az Ukrán Legfelsőbb Tanács által 2007. június 1-jén megerősített összetétele:
- Volodimir Mikolajovics Sapoval – elnök
- Andrij Joszipovics Mahera – elnökhelyettes
- Zsanna Ivanyivna Uszenko-Csorna – elnökhelyettes
- Tetjana Leonyidivna Lukas – titkár
- Tamara Valerijivna Asztahova – tag
- Jurij Mikolajovics Danilevszkij – tag
- Jurij Hrihorovics Doncsenko – tag
- Ihor Hrihorovics Zsidenko – tag
- Mihajlo Volodimirovics Ohendovszkij – tag
- Anatolij Arkagyijovics Piszarenko – tag
- Bronyiszlav Sztanyiszlavovics Rajkovszkij – tag
- Olekszandr Mihajlovics Csupahin – tag
- Julija Viktorivna Svec – tag
- Olekszandr Mikolajovics Selesztov – tag
- Valerij Jevhenovics Seludko – tag

### Korábbi összetétel
A bizottság 2004. december 8-án jóváhagyott összetétele:
- Jaroszlav Vasziljovics Davidovics – elnök
- Marina Ivanyivna sztavnyijcsuk – elnökhelyettes
- Mikola Ivanovics Melnik – elnökhelyettes
- Szerhij Olehovics Dubovik – titkár
- Jurij Hrihorovics Doncsenko – tag
- Valentina Olekszandrivna Zavalevszka – tag
- Ihor Anatolijovics Kacsur – tag
- Ruszlan Petrovics Knyazevics – tag
- Andrij Joszipovics mahera – tag
- Mihajlo Volodimirovics Ohendovszkij – tag
- Anatolij Arkagyijovics Piszerenko – tag
- Bronyiszlav Sztanyiszlavovics Rajkovszkij – tag
- Zsanna Ivanyivna Uszenko-Csorna – tag
- Olekszandr Mihajlovics Csupahin – tag
- Valerij Jevhenovics Seludko – tag

## Külső hivatkozások
- A Központi Választási Bizottság (CVK) honlapja (ukránul)
- Ukrajna hatályos, 2004. június 30-i 1932-IV. számú törvénye a Központi Választási Bizottságról (ukránul)